# Alessia Gennari
Alessia Gennari (née le 3 novembre 1991 à Parme) est une joueuse italienne de volley-ball. Elle mesure 1,84 m et joue au poste d'attaquante. Elle totalise 13 sélections en équipe d'Italie.

## Clubs
| Club                  | Pays   | De        | À         |
| --------------------- | ------ | --------- | --------- |
| Anderlini Modena      | Italie | 2005-2006 | 2006-2007 |
| Sassuolo Volley       | Italie | 2007-2008 | 2007-2008 |
| Volley Cadelbosco     | Italie | 2008-2009 | 2010-2011 |
| Minerva Volley Pavia  | Italie | 2011-2012 | 2011-2012 |
| River Volley Piacenza | Italie | 2012-2013 | 2012-2013 |
| Chieri Volley         | Italie | jan 2013  | mai 2013  |
| VBC Casalmaggiore     | Italie | 2013-2014 | …         |

## Palmarès
- Championnat d'Europe féminin de volley-ball des moins de 18 ans 2007: Meilleure attaquante.